# Åmåls stad
Denna artikel handlar om den tidigare kommunen Åmåls stad. För orten se Åmål, för dagens kommun, se Åmåls kommun.
Åmåls stad var en stad och kommun i Älvsborgs län.

## Administrativ historik
Åmål (då stavat som Åmoll efter ett äldre Amordh) fick sina stadsprivilegier den 1 april 1643 av drottning Kristinas förmyndarregering.
Staden blev en egen kommun, enligt Förordning om kommunalstyrelse i stad (SFS 1862:14) den 1 januari 1863, då Sveriges kommunsystem infördes. År 1971 uppgick staden i den nybildade Åmåls kommun.
Den 1 januari 1956 överfördes från Tössbo landskommun och Åmåls landsförsamling till Åmåls stad och Åmåls stadsförsamling ett område omfattande en areal av 4,89 km², varav 4,87 km² land, och med 179 invånare.

### Judiciell tillhörighet
Den egna jurisdiktionenen med magistrat och rådhusrätt upphörde 1948 då staden lades under Tössbo och Vedbo tingslag.

### Kyrklig tillhörighet
I kyrkligt hänseende hörde staden till Åmåls stadsförsamling. År 1963 slogs stadsförsamlingen ihop med Åmåls landsförsamling för att bilda Åmåls församling.

### Sockenkod
För registrerade fornfynd med mera så återfinns staden inom ett område definierat av sockenkod 1826 som motsvarar den omfattning Åmåls socken med staden hade kring 1950.

## Stadsvapnet
Blasonering: I fält av silver en nedtill av en vågskura avgränsad, genomgående och med port försedd mur, från vilken en kyrka uppskjuter, i stammen åtföljd av en fisk, allt i rött.
I ett bevarat privilegiebrev från 1643 finns en bild som legat till grund för sigillet. Flera varianter har förekommit fram till det att vapnet fastställdes av Kungl. Maj:t 1938. Vapnet övertogs 1971 av den nya kommunen och registrerades 1974 i PRV.

## Geografi
Åmåls stad omfattade den 1 januari 1952 en areal av 13,36 km², varav 13,32 km² land.

### Tätorter i staden 1960
I Åmåls stad fanns tätorten Åmål, som hade 8 664 invånare den 1 november 1960. Tätortsgraden i staden var då 94,6 procent.

## Befolkningsutveckling
| Befolkningsutvecklingen i Åmåls stad 1805–1970 | Befolkningsutvecklingen i Åmåls stad 1805–1970 | Befolkningsutvecklingen i Åmåls stad 1805–1970 | Befolkningsutvecklingen i Åmåls stad 1805–1970 | Befolkningsutvecklingen i Åmåls stad 1805–1970 |
| --- | ---------------------------------------------- | ---------------------------------------------- | ---------------------------------------------- | ---------------------------------------------- |
| |                                                |                                                |                                                |                                                |
| År |                                                |                                                | Folkmängd                                      |                                                |
| 1805 | 1805                                           |                                                | 847                                            |                                                |
| 1810 | 1810                                           |                                                | 843                                            |                                                |
| 1820 | 1820                                           |                                                | 1 160                                          |                                                |
| 1830 | 1830                                           |                                                | 1 302                                          |                                                |
| 1840 | 1840                                           |                                                | 1 450                                          |                                                |
| 1850 | 1850                                           |                                                | 1 329                                          |                                                |
| 1860 | 1860                                           |                                                | 1 629                                          |                                                |
| 1870 | 1870                                           |                                                | 1 687                                          |                                                |
| 1880 | 1880                                           |                                                | 2 454                                          |                                                |
| 1890 | 1890                                           |                                                | 2 756                                          |                                                |
| 1900 | 1900                                           |                                                | 3 351                                          |                                                |
| 1910 | 1910                                           |                                                | 4 288                                          |                                                |
| 1920 | 1920                                           |                                                | 5 656                                          |                                                |
| 1930 | 1930                                           |                                                | 6 765                                          |                                                |
| 1935 | 1935                                           |                                                | 6 799                                          |                                                |
| 1940 | 1940                                           |                                                | 7 081                                          |                                                |
| 1945 | 1945                                           |                                                | 7 312                                          |                                                |
| 1950 | 1950                                           |                                                | 8 061                                          |                                                |
| 1955 | 1955                                           |                                                | 8 573                                          |                                                |
| 1960 | 1960                                           |                                                | 9 158                                          |                                                |
| 1965 | 1965                                           |                                                | 9 343                                          |                                                |
| 1970 | 1970                                           |                                                | 9 605                                          |                                                |
| Anm: För åren 1805-1945: befolkning enligt folkräkning 31 december enligt den administrativa indelningen den 1 januari följande år. 1950 avser befolkning enligt folkräkning den 31 december enligt den administrativa indelningen den 1 januari 1952. 1955 avser den kyrkobokförda befolkningen den 31 december enligt den administrativa indelningen den 1 januari följande år. 1960 och 1965 avser befolkning enligt folkräkning den 1 november enligt den administrativa indelningen den 1 januari följande år. 1970 avser befolkning den 31 december i det område som Åmåls stad omfattade när den ombildades till Åmåls kommun 1 januari 1971. |                                                |                                                |                                                |                                                |

## Politik

### Mandatfördelning i Åmåls stad 1919–1966
|  | 11 | 6 | 12 |

| 27 |

| 2 | 11 | 5 | 12 |

| 27 |

| 13 | 3 | 4 | 10 |

| 27 |

| 16 | 4 | 10 |

| 26 |

| 16 |  | 5 | 8 |

| 28 |

| 16 | 4 | 10 |

| 27 |

| 19 | 5 | 6 |

| 27 |

| 19 | 5 | 6 |

| 26 |

| 6 | 13 | 6 | 5 |

| 26 |

|  | 18 | 7 | 4 |

| 26 |

| 2 | 16 | 8 | 4 |

| 26 |

| 17 | 8 | 5 |

| 25 | 5 |

| 19 |  | 6 | 4 |

| 27 |

| 16 | 2 | 6 |  | 5 |

| 27 |

För valresultat nyare än 1966, se den nya kommunen; Åmåls kommun#Politik